# The Villages Soccer Club
The Villages Soccer Club é uma agremiação esportiva da cidade de The Villages, Flórida. Atualmente disputa a Premier Development League.

## História
O clube foi anunciado como franquia de expansão da PDL em janeiro de 2016. A equipe disputou a Lamar Hunt U.S. Open Cup em 2016 e 2017.

## Estatísticas

### Participações
|  | Participações em 2017 |

| Competição     | Competição               | Temporadas | Melhor campanha     | Estreia | Última | P | R |
| Estados Unidos | Lamar Hunt U.S. Open Cup | 2          | Segunda Fase (2016) | 2016    | 2017   |   | – |